# San Isidro (Nova Ecija)
San Isidro é um município de  segunda classe de renda municipal (d) na província Nova Ecija, nas Filipinas. De acordo com o censo de 1 de maio  de  2020 possui uma população de 54 372 pessoas e 12 828 domicílios.